# Basiliomya
Basiliomya is een monotypisch geslacht van tweekleppigen uit de  familie van de Dimyidae.

## Soort
- Basiliomya goreaui Bayer, 1971